# Heinrich Gehrke (Richter)
Heinrich Gehrke (* 14. Oktober 1939 in Berlin) ist ein deutscher Jurist und ehemaliger Richter. Er arbeitete als Richter am Landgericht Frankfurt am Main, wo er durch seine Tätigkeit als Vorsitzender Richter bei einer Reihe von Prozessen in Erscheinung trat, die bei der Öffentlichkeit besondere Beachtung fanden. Seine Urteile, Begründungen und Kommentare wurden durch Medien mehrfach kontrovers diskutiert. Seit seiner Pensionierung tritt er wiederholt in Talkshows des Deutschen Fernsehens auf.

## Leben

### Kinderzeit
Heinrich Gehrke wurde als Sohn einer Werbegrafikerin und eines Architekten kurz nach dem Beginn des Zweiten Weltkrieges geboren. Die junge Familie wohnte zu dieser Zeit in Steinstücken am südlichen Stadtrand Berlins.

### Schule
Im September 1945 wurde er eingeschult. Während der Berlin-Blockade verschickte man ihn zusammen mit seinem jüngeren Bruder unter der Klassifizierung „verhungerndes Berliner Kind“ für eine Zeitspanne von zehn Monaten nach Westerland auf der Nordseeinsel Sylt.
Im Jahr 1951 entschloss sich seine Familie zum Umzug in den Westen Deutschlands. In Wiesbaden besuchte Gehrke knapp zwei Jahre lang ein humanistisches Gymnasium. Im Herbst 1952 zog seine Familie nach Frankfurt am Main, wo er die Helmholtzschule, damals ein Realgymnasium, besuchte. Dort legte er 1959 sein Abitur ab.

### Studium
Nach der Ableistung seines Wehrdienstes studierte er zwischen 1960 und 1965 an der Johann Wolfgang Goethe-Universität in Frankfurt am Main und an der Freien Universität Berlin Jura.

### Assistenzzeit
Im Jahr 1965 legte Gehrke in Frankfurt am Main sein Erstes Staatsexamen ab. Zwischen 1965 und 1973 war er zunächst Wissenschaftlicher Referent und danach Assistent am Max-Planck-Institut für europäische Rechtsgeschichte (MPIeR) in Frankfurt am Main bei dem Nestor der Juristischen Fakultät, dem Zivilrechtler und Rechtshistoriker Helmut Coing, der auch sein Doktorvater wurde. Sein Referendariat und sein Zweites Staatsexamen fielen ebenfalls in diese Phase (1966–1969). Das Thema seiner Dissertation "Die Rechtsprechungs- und Konsilienliteratur Deutschlands bis zum Ende des Alten Reichs" erforderte die Erfassung bis dahin unerforschter Rechtsprechung in Werken, die in alten Bibliotheken des deutschsprachigen Raumes zunächst gesucht und entdeckt werden mussten.
Von 1973 bis 1975 war er weiter am Max-Planck-Institut für europäische Rechtsgeschichte tätig und erarbeitete eine Reihe rechtshistorischer Publikationen zur Gesetzgebung und Jurisdiktion. So arbeitete er am „Handbuch der Quellen und Literatur der neueren europäischen Privatrechtsgeschichte“ mit.

### Richter am Landgericht
1973 konnte Heinrich Gehrke sein berufliches Ziel verwirklichen und trat als Richter am Landgericht Frankfurt am Main in den Justizdienst des Landes Hessen ein. Seiner Überzeugung entsprechend wollte er zum Erhalt des Rechtsstaates beitragen, ohne von Anweisungen eines Vorgesetzten oder von Mandanten abhängig zu sein. Unabhängigkeit war für ihn eine Lebensmaxime. Unter dieser Prämisse gebe es für ihn keinen schöneren Beruf als den eines Richters, wie er einmal ausführte.
Im Jahr 1979 wurde er zum Vorsitzenden Richter ernannt. Zunächst wurde ihm die Kammer für Pressesachen übertragen. Danach wechselte er zum Vorsitz einer Allgemeinen Großen Strafkammer. In diese Phase fielen Strafverfahren, die von der Öffentlichkeit stark beachtet wurden. Der erste dieser Prozesse 1980 gegen Redakteure der Bild-Zeitung wegen dubioser Methoden der Informationsbeschaffung endete mit einer Verurteilung.
Ein weiteres Strafverfahren aufgrund der ursprünglich von Kurt Tucholsky aus dem Jahr 1931 stammenden Aussage „Soldaten sind Mörder“ führte zu einem mit dem Recht auf freie Meinungsäußerung begründeten Freispruch, der auch im Bundestag kontrovers erörtert, letztlich aber vom Bundesverfassungsgericht bestätigt wurde. Gegen Gehrke kam es in der Folge zu einer Vielzahl persönlicher Beschimpfungen bis zu Morddrohungen.
Nach seinem Wechsel zum Vorsitz einer Wirtschaftsstrafkammer leitete er das Strafverfahren gegen den „Baulöwen“ Jürgen Schneider.

„Der ist tough und klug und lässt sich von keinem etwas vormachen.“

Ab 1998 hatte er als Leiter des Schwurgerichtes Fälle wie den Mordprozess gegen Monika Böttcher, geschiedene Weimar oder den so genannten „OPEC-Prozess“ gegen den früheren Terroristen Hans-Joachim Klein und Rudolf Schindler zu verhandeln.

### Pension
Auch nach seiner Pensionierung im Jahr 2004 bezog Gehrke immer wieder Stellung zu aktuellen Themen im Kontext der Rechtsordnung.
Heinrich Gehrke ist mit einer Ärztin verheiratet, beide haben zwei Töchter, die als Rechtsanwältinnen tätig sind.

## Hörfunk und Fernsehen
Heinrich Gehrke wurde nach seiner Pensionierung häufig zu verschiedenen Themenkomplexen im Umfeld der Rechtsordnung befragt bzw. zu Diskussionsrunden eingeladen.

## Schriften
- Die Rechtsprechungs- und Konsilienliteratur Deutschlands bis zum Ende des Alten Reichs. Dissertation, Johann Wolfgang Goethe-Universität, Frankfurt am Main 1972.
- Die privatrechtliche Entscheidungsliteratur Deutschlands: Charakteristik und Bibliografie der Rechtsprechungs- und Konsiliensammlungen vom 16. bis zum Beginn des 19. Jahrhunderts. Vittorio Klostermann, 1974, ISBN 3-465-01083-3.